# Wycliffe (politieserie)
Wycliffe is een Engelse politieserie van ITV die begonnen is in 1994. De serie is gebaseerd op de boeken van de misdaadauteur W.J. Burley. De serie werd opgenomen in Cornwall, in zuidwest Engeland.
Detective Superintendent Charles Wycliffe, (gespeeld door Jack Shepherd) is de centrale figuur in deze reeks die het 38 afleveringen zou volhouden tot 1998. Wycliffe werd in zijn opsporingen bijgestaan door Detective Inspector Doug Kersey (gespeeld door Jimmy Yuill) en Detective Inspector Lucy Lane (gespeeld door Helen Masters). In het merendeel van de afleveringen trad Tim Wylton als de patholoog Cyril Franks op. In de serie komen ook regelmatig Wycliffes vrouw Helen (gespeeld door Lynn Farleigh), zijn zoon David (gespeeld door Gregory Chisholm) en zijn dochter Ruth (gespeeld door Charlei Hayes) voor.
Omdat de producenten Jimmy Yuill wegens ziekte uit de serie wilden halen, (ook toen hij weer beter was) besloot Shepherd ook zijn medewerking aan de serie te staken.

## Afleveringen
- Wycliffe and The Cycle of Death (pilot) - 1993
- The Four Jacks - 1994
- The Dead Flautist - 1994
- The Scapegoat - 1994
- The Tangled Web - 1994
- The Last Rites - 1994
- The Pea-Green Boat - 1994
- All for Love - 1995
- The Trojan Horse - 1995
- Charades - 1995
- Lost Contact - 1995
- Four and Twenty Blackbirds - 1995
- Happy Families - 1995
- Wild Oats - 1995
- Breaking Point - 1995
- Dead on Arrival - 1996
- Number of the Beast - 1996
- Slave of Duty -1996
- Total Loss - 1996
- Crazy for You - 1996
- Faith - 1996
- Last Judgement - 1996
- Old Habits - 1996
- Strangers Home - 1997
- Close to Home - 1997
- On Account - 1997
- Lone Voyager - 1997
- Seen a Ghost - 1997
- Bad Blood - 1997
- To Sup with the Devil - 1997
- Old Crimes, New Times - 1997
- Dance of the Scorpions - (special) 1997
- On Offer - 1998
- Time Out - 1998
- Standing Stone - 1998
- Feeding the Rat - 1998
- Scope - 1998
- Land's End - 1998